# Alte Schule (Lösnich)

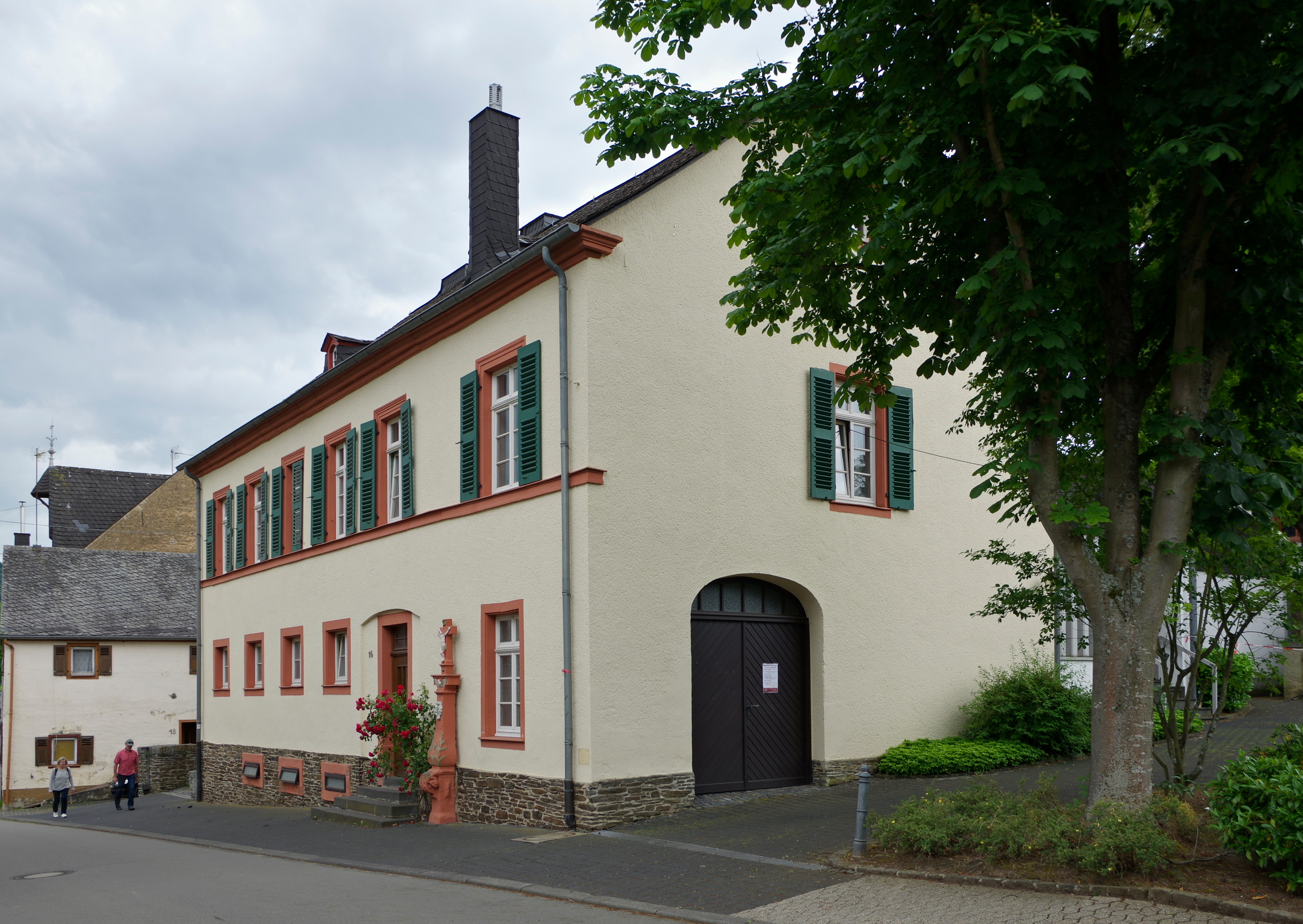
Die alte Lösnicher Volksschule im Oberdorf, 2019

Die ehemalige Schule in Lösnich an der Mosel im Landkreis Bernkastel-Wittlich ist eine historische Schule. Erste Erwähnungen des Schulwesens in Lösnich gehen zurück ins Jahr 1685. Die endgültige Schließung der Volksschule Lösnich erfolgte 1969, als der Schulbetrieb von den Schulen Zeltingen und Bernkastel-Kues übernommen wurde.

## Geschichte

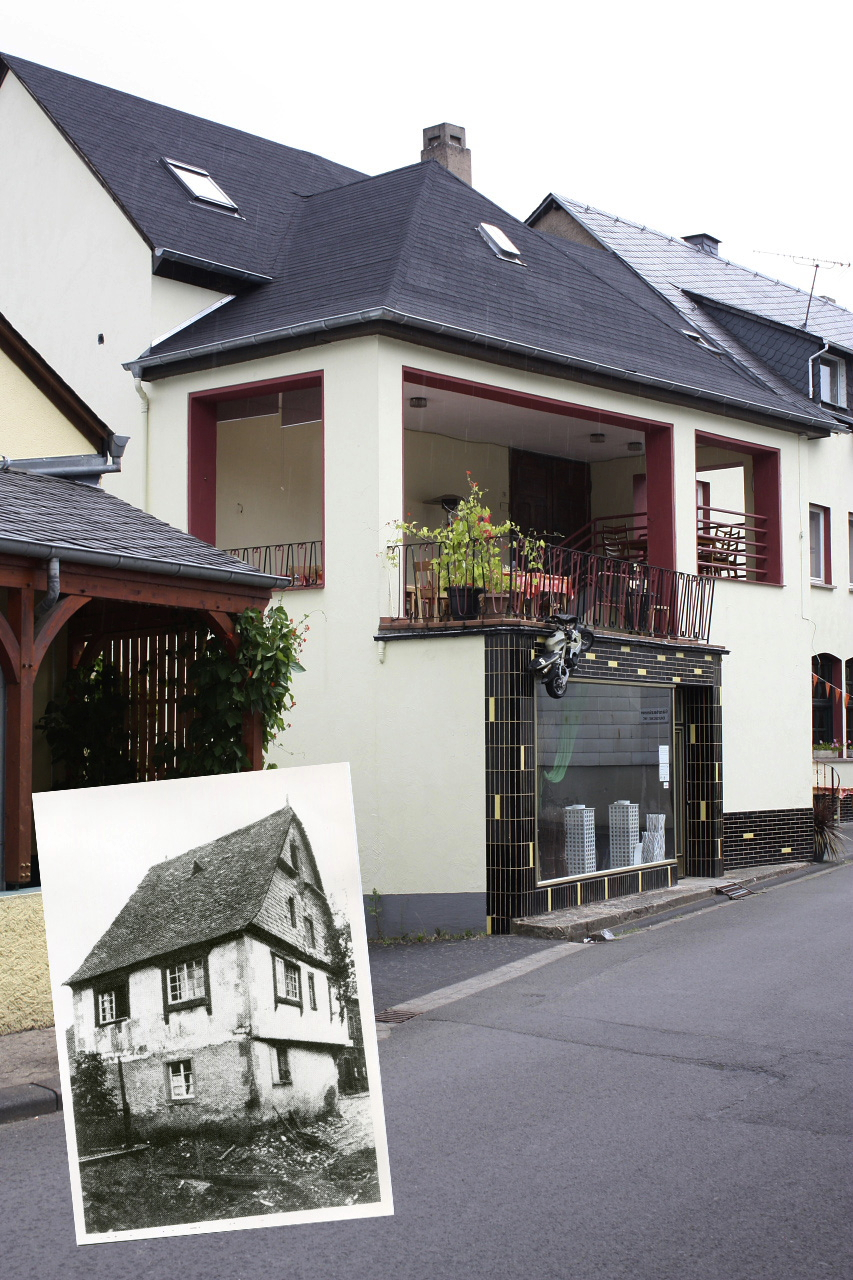
Standort der alten Lösnicher Schule bis 1839 im ehemaligen Gebäude der Frühmesserei von 1668

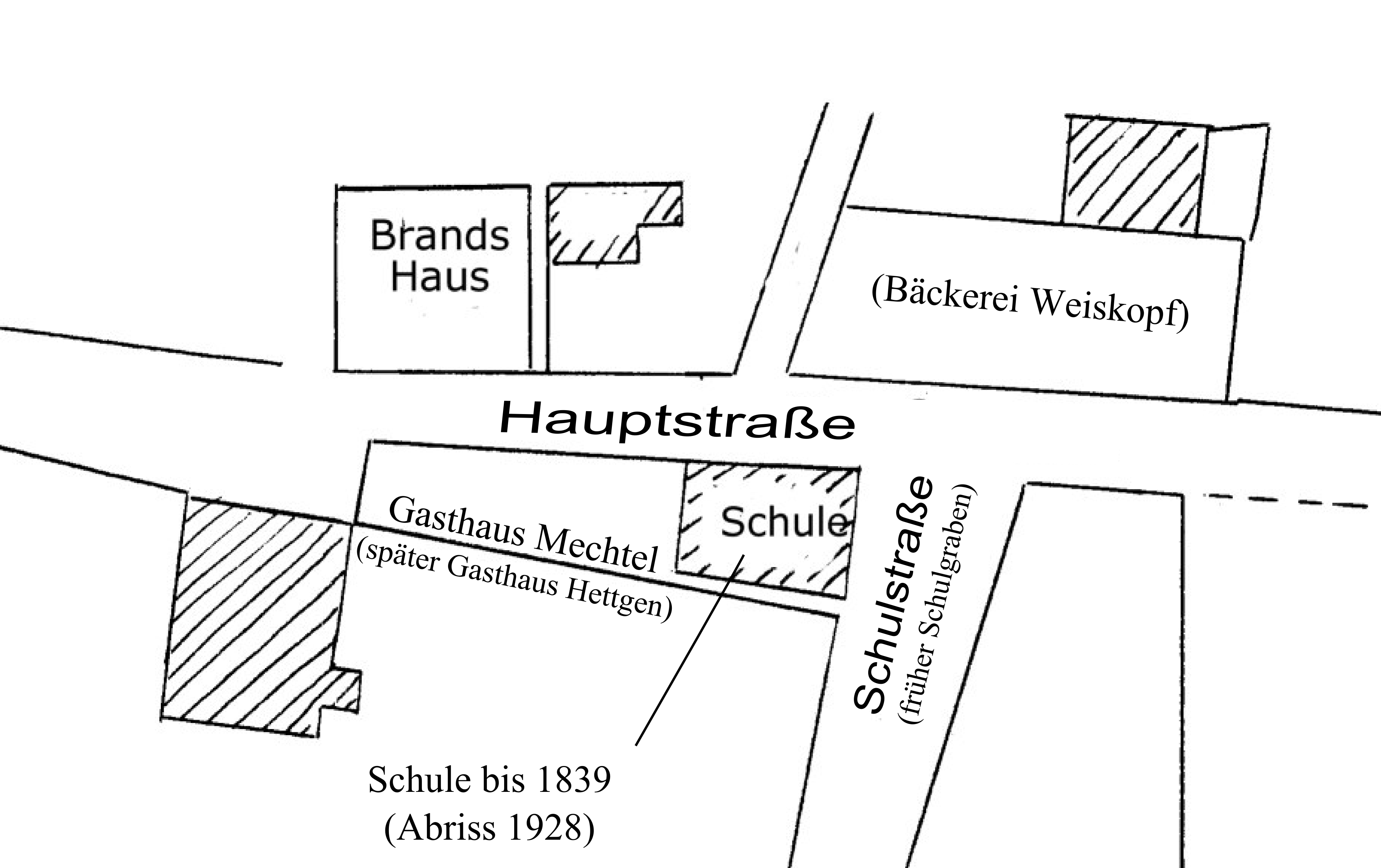
Standort der ersten Lösnicher Schule bis 1839 in Dorfmitte. Der Abriss erfolgte 1928.

### Das erste Schulhaus
Das erste bis 1839 genutzte Schulhaus befand sich an der Ecke Schulgraben/Hauptstraße. Dieses Eckhaus Hauptstraße Nr. 48 war 1928 in Besitz des Gastwirts Stephan Mechtel. Beim Abriss des Hauses aus verkehrsbedingten Gründen im Jahre 1928 überließ Stephan Mechtel Teile des schönen und reich verzierten Fachwerks Herrn Pastor Koster.
Diese Teile zieren heute wieder den Hausflur des Erdgeschosses im Lösnicher Pfarrhauses. Das auf Kopfbändern ausladende Fachwerkobergeschoss hatte vier Fensterpaare und eine Gruppe von drei Fenstern in wenig vortretenden Rahmen mit Zahnschnittgesimsen und Kerbschnitzereien (Flechtwerk und Scheibenfriesen).
Beim Abbruch kam laut Pastor Koster auch ein Türsturz mit der Jahreszahl 1432 zum Vorschein, der mit gotischen Minuskeln versehen war. Stephan Mechtel soll beabsichtigt haben, dieses alte geschichtliche Dokument in der Unterbau der an jener Stelle geplanten Veranda einmauern zu lassen. Der Stein ist mittlerweile jedoch verschollen.
Damian Heimes, der bis zu seinem Tode im Jahre 1831 als Lehrer in Lösnich tätig war, beklagte die räumliche Enge des alten Schulhauses, das er mit seiner Frau und seinen sechs Kindern bewohnte. Eine Schulrevision vom November des Jahres 1828 bestätigte die räumliche Not des Schullokals und seiner Wohnung, die aus einer Stube und einem Zimmer bestand.
Pastor Zils schien diese Meinung nicht zu teilen. In einem diesbezüglichen Schreiben an die Schulbehörde äußerte Pastor Zils ein Jahr vorher, dass das „ziemlich geräumige Nachtzimmer“ und ein weiteres Zimmer seinem Vorgänger hinreichend gewesen wären. Auch wäre die Schule noch groß genug gewesen, als die Kinder von Kindel zusätzlich die Lösnicher Schule besucht hätten.
Da die Gemeinde zu diesem Zeitpunkt bereits den Neubau einer Kirche und eines Pfarrhauses erwogen hatte, standen die Zeichen nicht gerade günstig, auch noch den Neubau einer Schule in Angriff zu nehmen. Die Kirche auf dem heutigen Friedhof war baufällig und reparaturbedürftig. Das Pfarrhaus, das ehemalige Anwesen der Familie Kesselstatt, war nur angemietet, wobei die Dauer der weiteren Nutzung nicht abzusehen war.
Damian Heimes erlebte den Bau einer neuen Schule in Lösnich nicht mehr.

### Bau und Umbau der neuen Schule von 1839 bis 1981

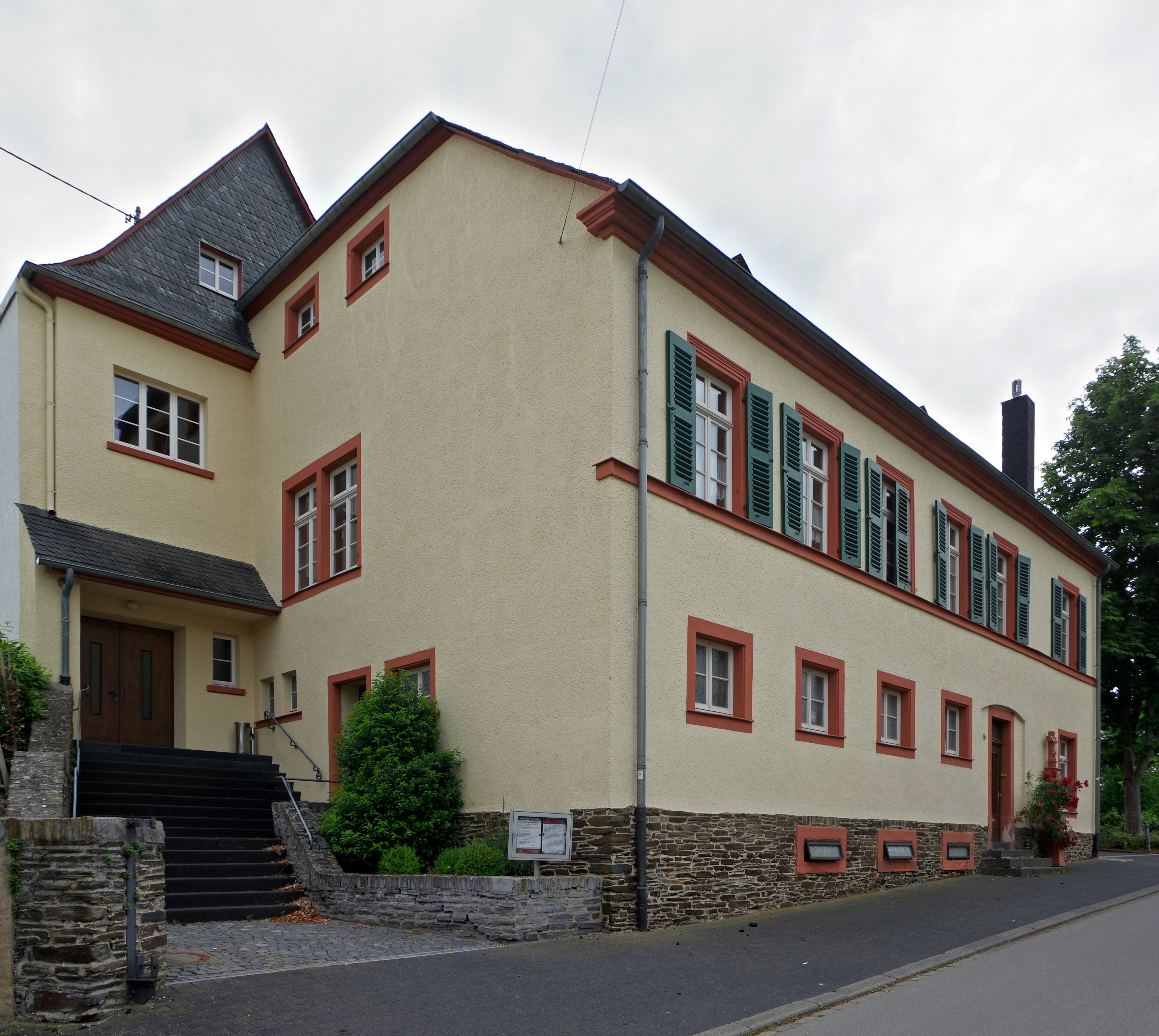
Die alte Lösnicher Schule von 1839 mit dem neuen Anbau von 1933 (links)

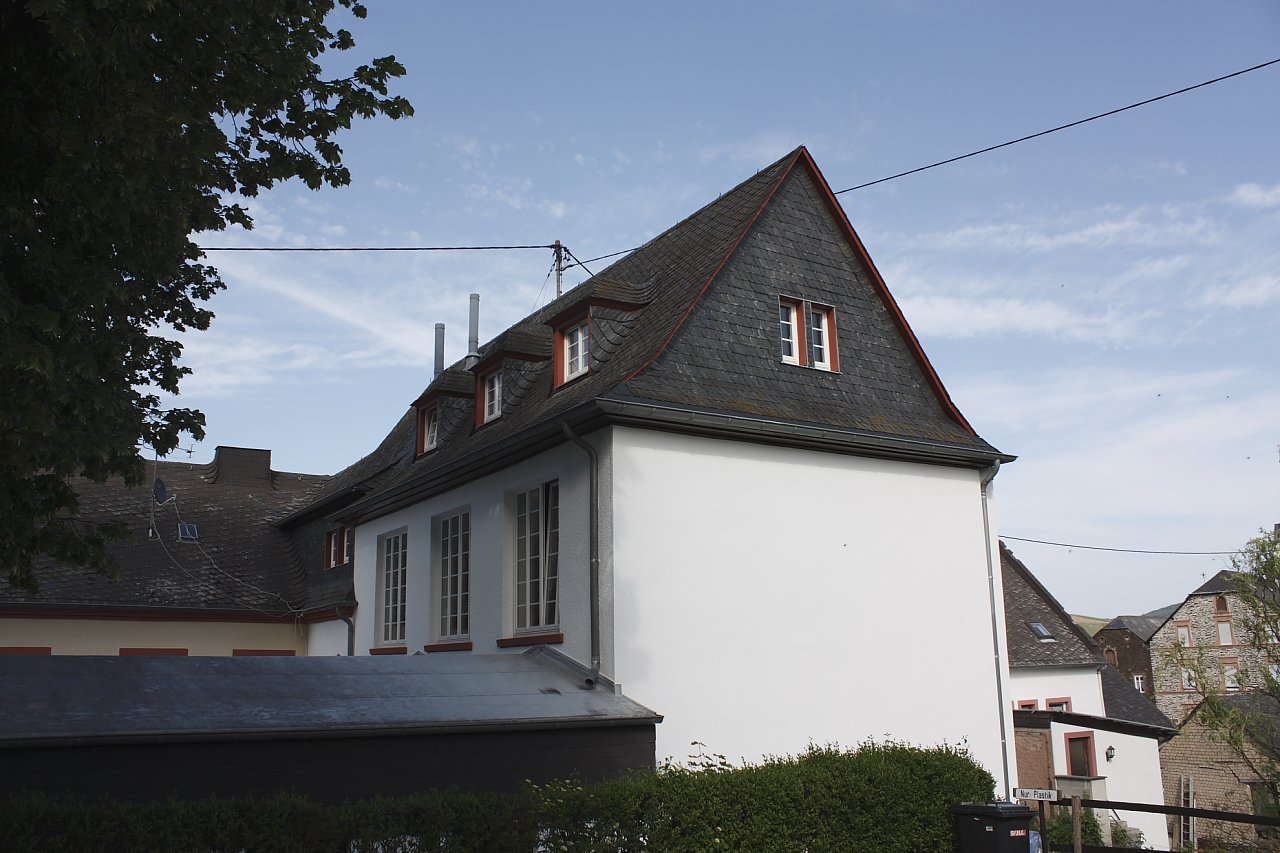
Alte Loesnicher Schule. Blick auf das erste Geschoss des 1933 erfolgten Anbaus der zwei neuen Schulsäle

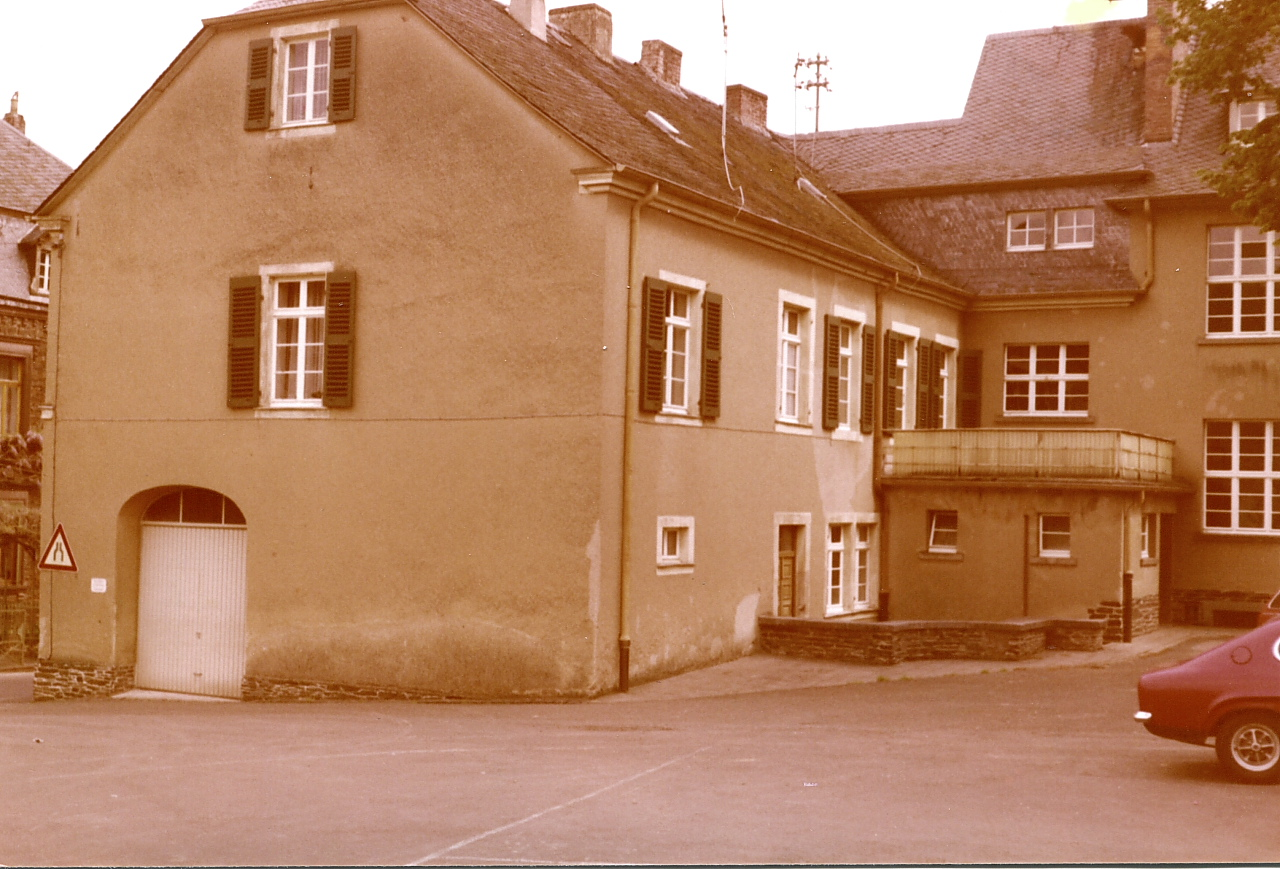
Die alte Lösnicher Schule im Oberdorf noch vor dem Umbau zum Bürgerhaus, 1981

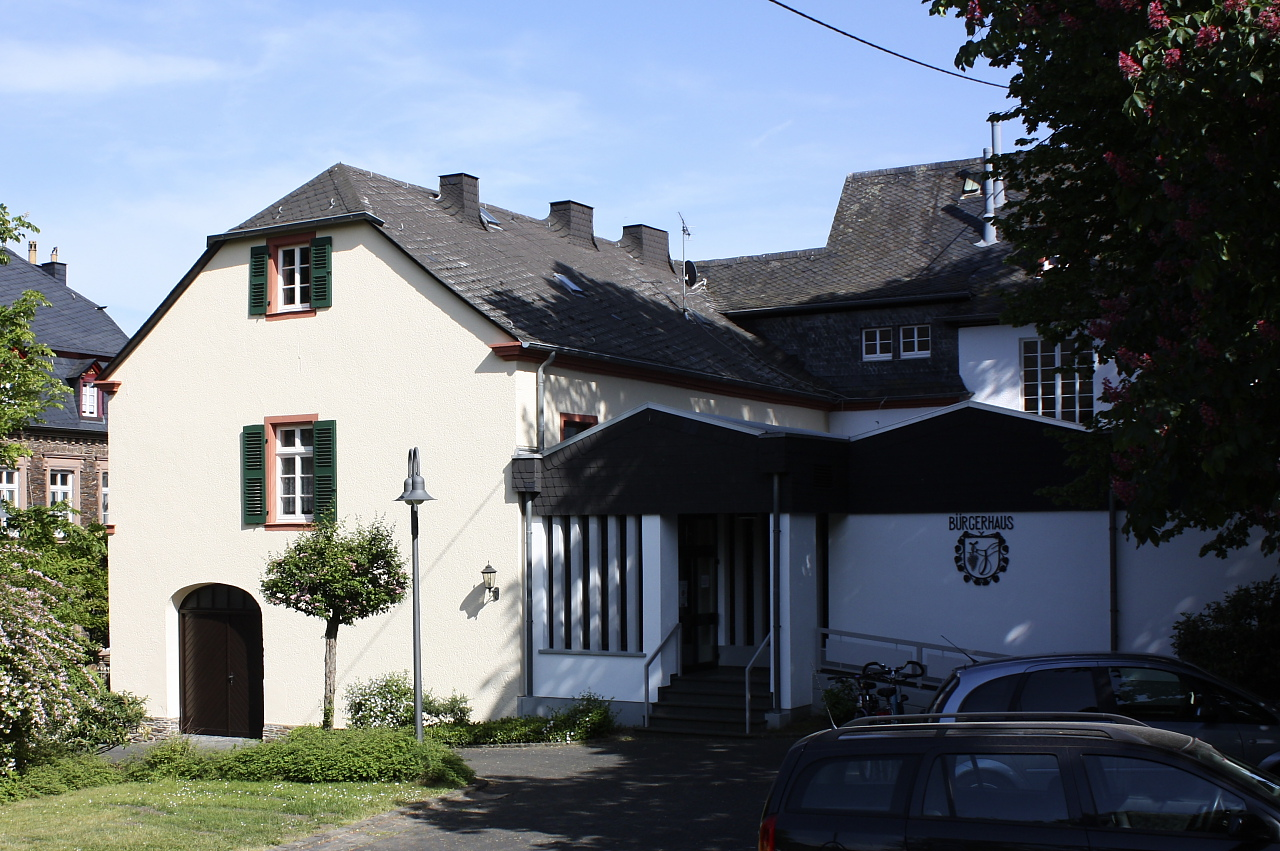
Die alte Schule Lösnich mit baulich integriertem Bürgerhaus, 2011

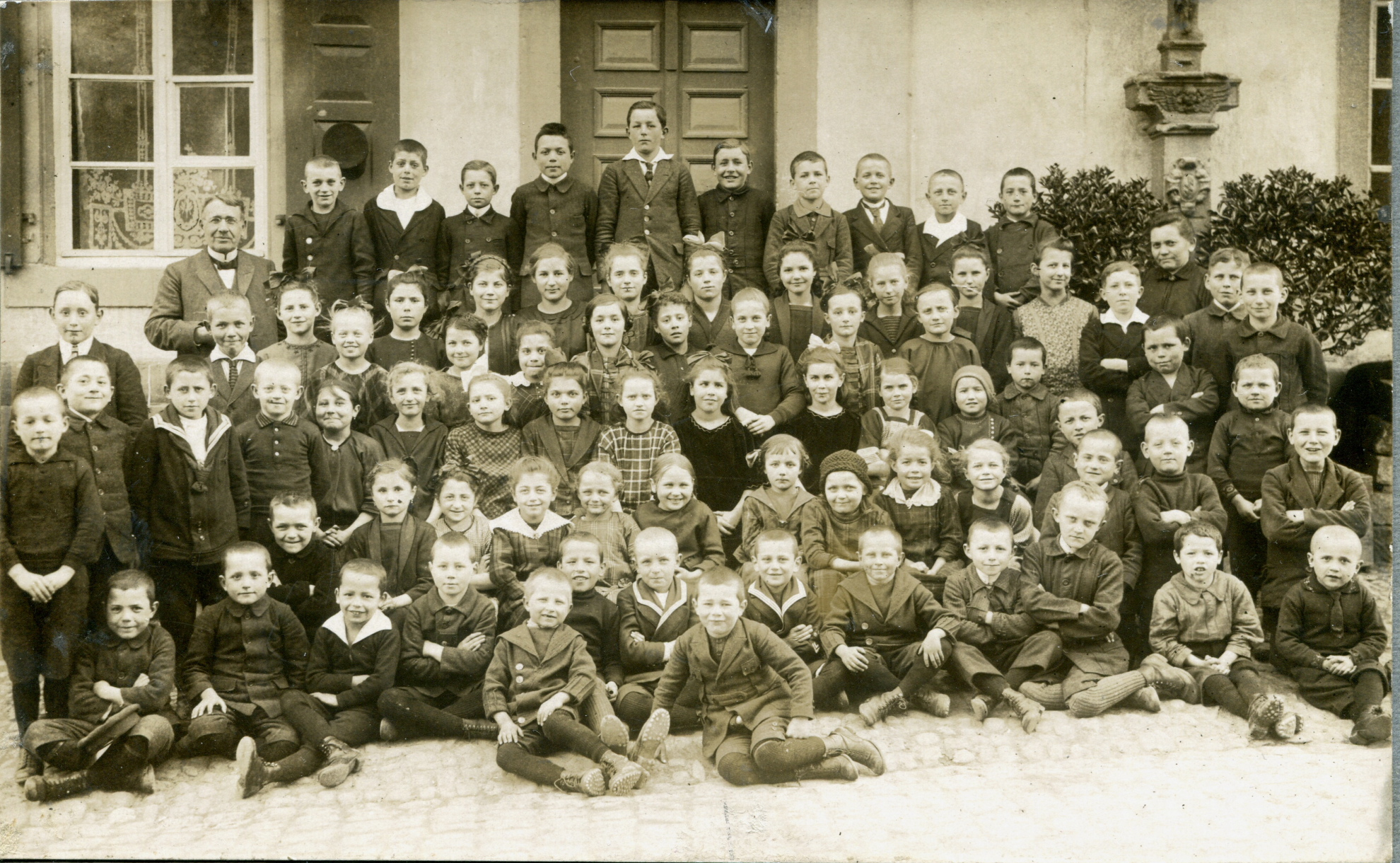
Klassenfoto der Volksschule Lösnich Ende 1920. Aufgenommen vor dem Schuleingang an der Hauptstraße.

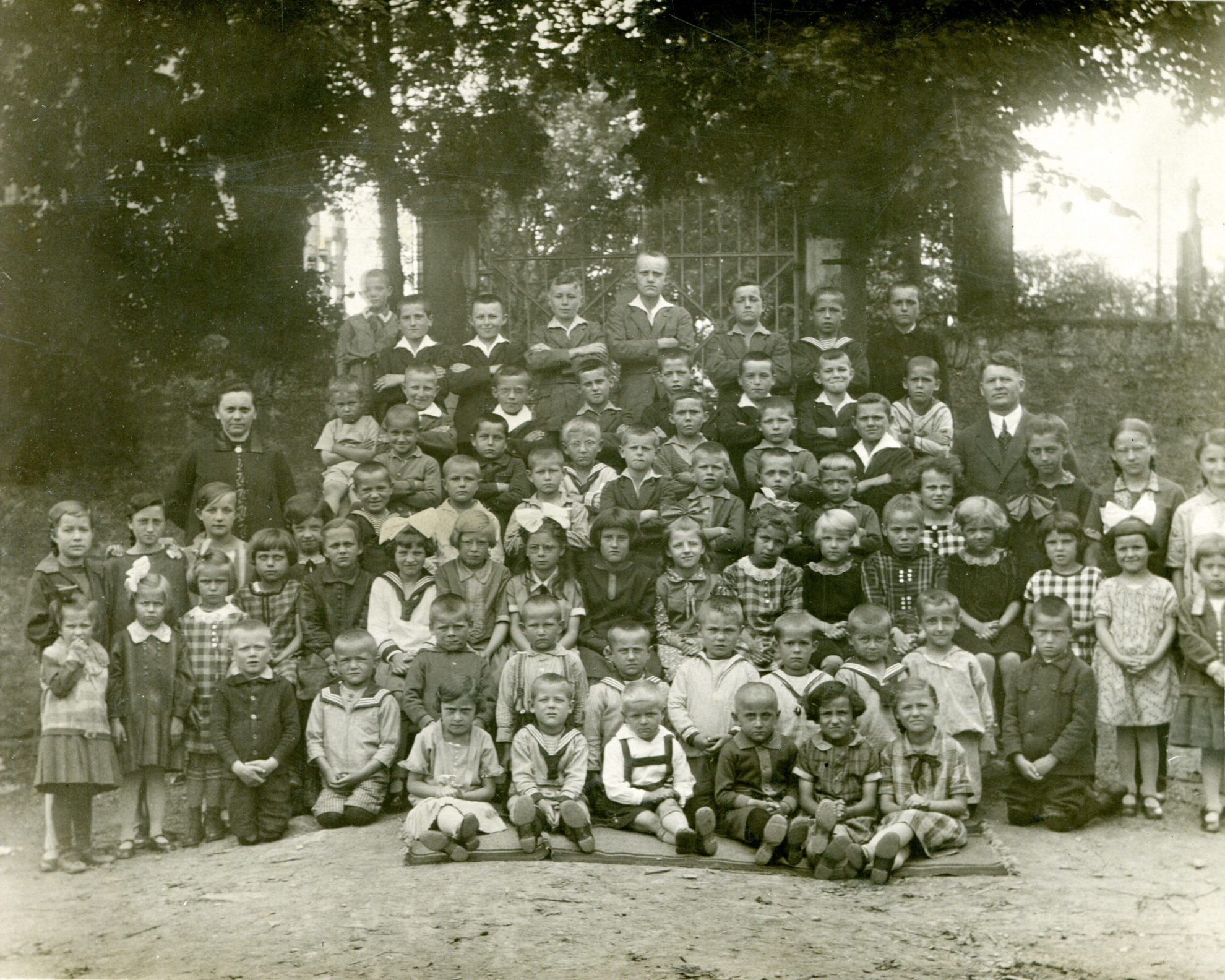
Klassenfoto der Volksschule Lösnich Ende 1920. Aufgenommen an der alten Friedhofstreppe.

Der Bau des neuen Schulhauses wurde 1837 beschlossen und 1839 fertiggestellt. Im Erdgeschoss befand sich die Lehrerwohnung, im ersten Stock der einklassige Schulraum.
Als kommissarischer Schulverwalter folgte am 17. April 1850 Lehrer Johann Hauprich seiner Berufung nach Lösnich. Während seiner langen dreißigjährigen Dienstzeit wurde die neue Schule im Oberdorf 1874 in eine zweiklassige Schule umgebaut.
Die hohe Schülerzahl von 111 Kinder im Jahre 1873 und die sich steigernde Anzahl von Neuzugängen, sie wurde auf 16 Kinder pro Jahr gegen über 13 Abgängen angegeben, wobei 1873 von 96 nicht schulpflichtigen Kindern ausgegangen wurde, veranlasste den Gemeinderat nicht zuletzt auch auf ständiges Betreiben Lehrer Hauprichs, die Schule 1874 zu einer zweiklassigen Schule zu erweitern.
Nach handschriftlichen Skizzen Hauprichs befand sich seine Lehrerwohnung im Erdgeschoss des neuen Schulhauses, bestehend aus Küche, Wohnzimmer, Schlafstube und einem zusätzlichen Zimmer. Ebenfalls befand sich im Erdgeschoss zur Westseite hin das Spritzenhaus der Feuerwehr und ein Kuhstall. An den Schulraum im ersten Stock grenzte bis 1874 der Heuboden über dem Kuhstall zur Westseite und eine kleine benachbarte Kammer über dem Spritzenhaus. Hier wurde eine Lehrerinnenwohnung eingerichtet. An der Ostseite zum Dorf hin wurde ein Treppenhaus zum Erreichen des ersten Stocks und der beiden Schulsäle angebaut.
1882 wurde eine Wiese als Garten für die Lehrerin und ein Turnplatz angelegt. Der Garten des Lehrers wurde zum Spielplatz umfunktioniert.
Der nächste Umbau der Schule erfolgte 1933. Zwei neue Schulsäle mit Bürgersaal im Dachgeschoss entstanden auf dem Ostteil des Spielplatzes rechtwinklig anschließend am Ostteil des bestehenden Schulgebäudes. Beim erneuten Umbau der Schule im Jahre 1939 entstanden im Erdgeschoss zur Straßenseite hin eine Badeanstalt und an der Rückseite eine Küche und Abortanlage. In den 30er Jahren wurde in Lösnich auch eine Ländliche Fortbildungsschule (Berufsschule) eingerichtet.
Die alten Schulsäle im ersten Stock des Altbaus wurden zu Schulwohnungen für das Lehrpersonal. Anfang 1950 baute die Gemeinde die Badeanstalt in eine Gefrieranlage um. 30 Gefrierfächer konnten von den Familien gemietet werden.
1969 wurde die Volksschule Lösnich aufgelöst. Die Schüler wurden auf die Schulen in Zeltingen und Bernkastel-Kues aufgeteilt und die Lehrerwohnungen privat vermietet. Der Schulraum im Erdgeschoss wurde Sitzungssaal für den Gemeinderat. Im ersten Stock fand der Musikverein Heimattreu Lösnich einen geeigneten Übungsraum. Das Dachgeschoss, das dem ehemaligen Gesangverein Lösnich einmal als Übungsraum diente, wurde Mitte der 70er Jahre der Lösnicher Jugend als Begegnungsstätte zur Verfügung gestellt.
1981 wurde das Gebäude schließlich einer weiteren Nutzung zugeführt. Auf dem ehemaligen Schulhof angrenzend an Wohngebäude und Schulsäle wurde die neue Lösnicher Bürgerhalle errichtet. Der Schulsaal im Erdgeschoss wurde in die Halle integriert und kann bei Bedarf abgetrennt werden. Die noch bestehende Gefrieranlage wurde 1982 geschlossen.
So steht die Bürgerhalle der Bevölkerung heute als Sitzungsraum, als Veranstaltungsort für örtliche Vereine, private Feste und Feiern und als Übungsraum für den Musikverein zur Verfügung.

### Weitere Lehrpersonen
Nach Eintrag eines erzbischöflichen Visitationsprotokolls aus dem Jahre 1685 hatte die Gemeinde Lösnich mit Einwilligung des amtierenden Vikars einen Küster und tauglichen Schulmeister zu bestellen.
Am 29. April 1791 berichtet Vikar Mees von Lösnich an den Grafen von Kesselstatt über das Schulwesen zu Lösnich: Der Lehrer sei ein Mann von mittelmäßigem Alter, aus Lösnich gebürtig und bereits im elften Jahr mit bewundernswürdigem Eifer tätig. Wegen seiner geringen Schuleinkünfte könne er sich nur mit Hilfe seines Handwerks als Schneider seinen notwendigen Unterhalt verdienen.
Sein Name wird in diesem Bericht nicht ausdrücklich genannt, aber es handelt sich wohl um Peter Joseph Dambly, der bereits 1785 als Lehrer und Küster nachgewiesen ist. Er hat, wie auch sein Vorgänger Nikolaus Gietzen, sehr schöne Choralbücher für die Lösnicher Kirche geschrieben.
Die Schülerzahl belief sich nach Angaben des erwähnten Berichts auf dreißig. Schülerlisten der Jahrgänge 1779 bis 1785 weisen aus, dass sowohl Mädchen wie Jungen die Schule besuchten. Gelehrt und geprüft wurden an der Lösnicher Schule die Fächer Lesen, Schreiben, Rechnen, Katechismus und Geschichte des Neuen Testaments. Der Unterricht wurde Sommer und Winter gehalten.
Der erste mit Namen bekannte Lehrer in Lösnich, Nikolaus Gietzen, wird bereits 1728 als Lehrer genannt und war mindestens bis 1766 in Lösnich tätig. Eine Aufstellung über die in der Bürgermeisterei Zeltingen befindlichen Lehranstalten im 10. Jahr der Französischen Revolution(1801) nennt als Lehrperson in Lösnich Lehrer Johann Fries. Er hatte zwölf Mädchen und acht Jungen zu unterrichten.
Ein Jahr später wird von ihm gesagt, dass er eine gute aber kleine Wohnung habe. Die Schülerzahl belief sich laut desselben Berichts jetzt auf 36. Seine Einsetzung als Lehrperson sei von einer angeordneten Kommission erfolgt, die ihn für fähig befunden habe.
1808 wird Damian Heimes als Lehrer in Lösnich genannt. Ihm wurde eine Schülerzahl von 24 Jungen und acht Mädchen bestätigt. Laut einer weiteren statistischen Erhebung vom 4. Februar 1818 wurde Damian Heimes bereits 1807 durch den Präfekten Keppler angestellt. Seither hätte er seinen Dienst mit allgemeiner Zufriedenheit versehen.
Nachdem 1814 die Franzosen die Rheinlande wieder geräumt hatten, wurde Damian Heimes aus Hetzerath am 17. April offiziell durch die Königliche Regierung zum Lehrer in Lösnich berufen.
Nach seinem Tod im September 1831 rückte ihm als Lehrer sein Sohn Johann nach. Johann Heimes blieb jedoch nur vier Jahre im Amt. Ihm folgte 1837 Lehrer Grundhöfer, der nach dreijähriger Tätigkeit nach Wehlen versetzt wurde. Seine Nachfolge in Lösnich trat im Oktober 1840 der bis dahin an der Oberen Schule in Wehlen tätige Lehrer Zirwes an. Dessen Dienstverhältnis als Lehrer und Küster in Lösnich endete am 24. August 1849.
Der Umbau der Schule 1874 in eine Zweiklassige brachte es mit sich, dass auch eine weitere Lehrperson eingesetzt werden konnte. Die erste Lehrerin, Christine Kiebel, war eine gebürtige Lösnicherin. Ihr folgte 1886 Maria Gerhardt aus Kondel an die "Mädchen und Knabenschule" in Lösnich. Die Lehrerin unterrichtete die jüngeren Knaben und Mädchen, während der Lehrer die älteren übernahm.
Die Berufungsurkunde der Lehrerin wies ausdrücklich darauf hin, dass die Anstellung im Falle ihrer Verheiratung von selbst ungültig würde. Die Lehrerin war damit, wollte sie nicht ihre Stellung aufs Spiel setzten, zur Ehelosigkeit verpflichtet. 1855 wurde der Lehrerinnenzölibat von den Preußen eingeführt und war ab 1892 ohne Ausnahmeregelung gültig. Erst 1956 hat Baden-Württemberg als letztes Bundesland das Heiratsverbot endgültig abgeschafft.
Die Zentrumspolitikerin Maria Schmitz, Vorsitzende des Vereins katholischer deutscher
Lehrerinnen und ehemals Mitglied der Weimarer Nationalversammlung schrieb zum Lehrerinnenzölibat:
„Die Lehrerin – wie wir sie gewünscht und erzogen haben – soll sich mit ganzer Kraft ihrem Beruf widmen. Sie soll ausscheiden aus dem Beruf, wenn sie erkennt, dass sie in die Ehe eintreten und einen anderen hochwertigen Beruf ergreifen soll. Sie soll solange sie in der Schule steht, ungeteilt sein. Und sie soll aus diesem Erleben heraus die Fähigkeit haben, den Lehrberuf auch als Lehrberuf zu sehen, sich ihm für immer zu weihen, und sie kann das um so mehr, wenn sie in der katholischen Kirche steht, die ihr in der Lehre von der gottgeweihten Jungfräulichkeit einen herrlichen Fingerzeig, ja ein Verklärung für diese Ganzheitsaufgabe des Berufs gibt. Es ist eine soziale Tat unseres Vereins, wenn er von seinen Mitgliedern erwartet, dass gerade sie, die Volkserzieherinnen, nicht Ehe und Schuldienst miteinander verbinden. Sie sollen vorleben, was sie als soziale Entwicklung erwarten: die Wiedergewinnung der Frau ungeteilt für die Familie... Unser Ideal ist die Verbindung christlicher Jungfräulichkeit mit dem Lehrerinnenideal. Die ist in einer Zeit, wo ein heiliger Radikalismus dem Radikalismus der Gottlosen gegenüber gestellt werden muss, so zeitgemäß wie je.“
Lehrer Hauprich wurde 1880 von Lehrer Matthias Schmitt abgelöst, der über zehn Jahre in Lösnich unterrichtete. Im März 1889 kam Fräulein Katharina Schmitt aus Wiesbach an die Schule zu Lösnich. Nach ihrem freiwilligen Austritt aus dem Schuldienst am 12. September 1889, sie war noch kein volles Jahr in Lösnich tätig, erfolgte die Berufung der Lehrerin Aerna Güth aus Fell.
Ihr männlicher Kollege Matthias Schmitt folgte im Mai 1891 seiner Berufung nach Leiwen. Ihm folgte im Mai 1891 Lehrer Jakob Hennes aus Lützkempen an die „Katholische Schule“ zu Lösnich. Lehrer Hennes hatte neben seinem Schulamt, wie wahrscheinlich auch seine Vorgänger, die Kirchenämter des Küsters, Organisten, Kirchenchordirigenten und Uhrenaufziehers inne. Fräulein Güth wurde abgelöst, ebenfalls im Mai 1891, durch Fräulein Therese Simon aus Wehlen.
Von 1906 bis mindestens 1928 wirkte in Lösnich Fräulein Katharina Latz. Weitere Lehrerinnen waren Fräulein Margarethe Ehses (1950), Katharina Scholzen (1961–1963) und Frau Ursula Heimes (1963–1969).
Nach Lehrer Hennes trat 1902 Lehrer Johann Brand seinen Dienst in Lösnich an. Ihm folgten im Oktober 1927 Lehrer Paul Hoffmeyer, im April 1928 Andreas Krämer und 1947 Karl Knotte.
Mit Lehrer Gerd Heimes, der 1961 an die Lösnicher Schule kam, ging die Zeit der Lösnicher Schule mit großen Schritten ihrem Ende entgegen. Gerd Heimes war als letzter Lehrer zusammen mit seiner Frau Ursula Heimes als Lehrerin bis zur Schließung der Schule im Jahre 1969 in Lösnich tätig.
Lehrpersonen
Lehrer
- 1766 Nikolaus Gietzen
- 1785 Peter Joseph Dambly
- 1801 Johann Adam Fries
- 1807 Damian Heimes
- 1817–1931 Damian Heimes
- 1831–1837 Johann Heimes
- 1837–1840 Grundhöfer
- 1840–1849 Zirwes
- 1850–1880 Johann Hauprich
- 1880–1891 Matthias Schmitt
- 1891–1902 Jacob Hennes
- 1902–1929 Johann Brand
- 1927–1928 Paul Hoffmeyer
- 1928–1940 Andreas Krämer
- 1940–1945 Karl Regh
- 1947–1961 Karl Knotte
- 1961–1969 Gerd Heimes

Lehrerinnen
- 1874–1891 Christine Kiebel
- 1886–1889 Maria Gerhard
- 1889–1889 Katharina Schmitt
- 1889–1891 Aerna M. Güth
- 1891–1901 Therese Simon
- 1905–1928 Katharina Latz
- 1940–1945 Frank
- 1950–1961 Margarethe Ehses
- 1961–1963 Katharina Scholzen
- 1963–1969 Ursula Heimes